# Princezna a skřítci
Princezna a skřítci (anglicky The Princess and the Goblin, někdy překládáno i jako Princezna a skřítek) je jedna z několika fantasy románů pro děti a mládež od skotského spisovatele George MacDonalda. Kniha vypráví napínavý a dobrodružný příběh o statečnosti, dobrotě srdce a tajuplných překvapeních malé princezny a mladého havíře Curdieho, která je doplněná o ilustrace Renaty Fučíkové. Kniha byla publikována v roce 1872 v nakladatelství Strahan & Co, s černobílými ilustracemi od Arthura Hughese. Následně byla přeložena do českého jazyka Kateřinou Hilskou a vyšla roku 2002 v nakladatelství Albatros. Kniha má také kreslené filmové zpracování pod stejnojmenným názvem.

## Děj
Osmiletá princezna Irena žije osamělý život na hradu v pustém hornatém království, kde jí dělá společnost pouze její starostlivá chůva Lootie. Její otec, pan král, je obvykle nepřítomen kvůli častým vyjížďkám do sousedství a její matka je bohužel mrtvá. Princezna Irena však netuší, že nedaleké doly obývá několik skřítků, kteří byli před dávnými lety vyhnáni z království a touží se pomstít lidem na zemi. Jednoho deštivého dne princezna prozkoumává zámek a objeví v nejvyšším hradu tajemnou místnost i s okouzlující dámou, která se představí jako Irenina jmenovkyně a praprababička. Stará dáma je velmi nádherná žena, která voní po růžích a o svoji prapravnučku se od samého začátku moc hezky stará. Irena se o své praprababičce snaží povědět chůvě Lootie, ale ta ji bohužel nevěří a malou princeznu nařkne ze lži a z vymýšlení si. Druhý den se princezna Irena i se svojí chůvou vydá ven, ale jsou pronásledovány skřítky a následně zachráněny mladým horníkem Curdiem, který zažene zlé skřítky svým zpěvem opět do podzemí a dovede obě dámy zpět do bezpečí hradu. Princezna mu za záchranu slíbí polibek, ale Lootie s touto odměnou velice nesouhlasí a odvede princeznu do hradu.
Curdie je velmi statečný, silný, mladý hoch, který chodí se svým otcem pracovat do dolů, takže o skřítcích ví skoro vše. Když jeden den uslyší skřety v dolech kopat, tak se rozhodne, že jednu noc tam přečká a zjistí, co mají v plánu. Zaslechne rozhovor skřítků a dozví se jejich velkou slabinu – mají velmi měkké a zranitelné nohy. Doslechne se také, že skřeti mají v úmyslu důl zaplavit, ale bohužel už neslyší, za jakým účelem tento plán vymýšlí.  
Irena se chystá znovu spatřit svou praprababičku, ale bohužel ji v její komnatě nemůže najít. Celý den se princezna velmi nudí, až nakonec nastala noc a vyčerpaná Irena usnula, když ji probudilo nějaké hroucení. Princeznu Irenu vyděsí kočka, která je mazlíčkem skřetů, proto Irena uteče z pokoje a samým strachem utíká tak daleko, dokud nezjistí, že není v dosahu svého hradu a je na vzdálené hoře, ve které jsou ukrytí skřítci. Spatří světlo z věže, které patří její praprababičce a dovede ji domů. Princezna spěchá zpátky do hradu ke své praprababičce, aby ji řekla, co hrozného se jí právě stalo a že ji její světlo dovedlo zpět do hradu. Ta dá Ireně prsten připevněný na neviditelné niti, který ji neustále spojuje s domovem za jakéhokoliv nebezpečí.
Když Curdie opět prozkoumává domov skřetů, je jimi objeven a hrozí mu nebezpečí – skřítci ho chtějí pohodit svým domácím mazlíčkům jako pokrm. Mladý chlapec je ale plný síly a nebojácnosti, proto se začne bránit a s velkým úspěchem jim dupe na nohy. Jakmile se pokusí dupnout na královniny nohy, nic se nestane, a to jen díky jejím kamenným botám. Místo toho ona dupne Curdiemu na nohu, tím ho velmi oslabí a skřeti ho uvězní. Irenina kouzelná nit ji dovede do dolu, kde zachrání Cudieho. Chlapec při cestě ven ze zajetí ukradne jednu z kamenných bot skřetí královny, aby i ona měla své slabé místo. Irena vezme Curdieho ke své praprababičce, aby je konečně seznámila, ale vidí ji jen ona sama a chlapec se velmi urazí, že si z něho dělá legraci a vymýšlí si. Curdie se dozvídá, že skřeti kopou tunel v dolech směrem ke královskému paláci, kde plánují unést princeznu a provdat ji za skřetího prince Zaječího Pyska. Chce před nimi varovat palácové stráže, ale místo toho je zraněn šípem a uvězněn, přičemž kvůli ráně na noze dostane horečku. Chlapec celé dny blouzní, dokud ho nenavštíví Irenina prababička a ránu mu vyléčí. V tu chvíli Curdie slyší podivné zvuky a hned ví, že je zle a musí ochránit Irenu.
Skřeti přicházejí, aby princeznu unesli, ale Curdie uteče ze svého vězení a dupe jim na nohy. Celou dobu myslí na Irenu a na to, jak rychle se k ní dostat a zachránit ji. Jakmile se zbaví skřítků, běží do jejího pokoje, ale princezna nikde není. Curdie nachází a sleduje kouzelnou nit, která ho dovede až k jeho chaloupce, kde je schovaná v bezpečí u jeho matky princezna. Cudrie Ireně prozradí, že potkal její babičku a našel i její neviditelnou nit, která ho právě dovedla domů a omluví se, že malé princezně nevěřil. Následně ji se svojí maminkou odvádí zpět do hradu k jejímu otci panu králi. Ten je mladému horníkovi velmi vděčný, Irena dá svému zachránci konečně hubičku a společně i s jeho rodiči jsou zváni na královskou hostinu. Během hodování ale skřítci dokonají svůj druhý plán, a to vytopit celý hrad. Nevědomky ale zaplaví své domovy v dolech, protože Curdie požádal svého otce a jeho horníky, aby zatarasili cestu ven a připravil tak na skřítky past a ti se sami utopí. Král chlapce požádá, aby sloužil jako tělesná stráž, ale Curdie odmítne s tím, že nemůže opustit svou matku a otce. Místo toho přijme novou červenou sukni pro svou maminku, aby jí udělal radost. A skřítci, kteří náhodou přežili, museli vylézt na zemský povrch, kde se začali přizpůsobovat podmínkám a naučili se žít a chovat jako lidé.

## Postavy
Hlavními postavami jsou zde princezna Irena a havíř Curdie. Princezna Irena je malé, chytré a velmi krásné děvče. Curdie je nebojácný, statečný chlapec, který pro své milé udělá všechno. Je zde velká většina vedlejších postav, mezi které patří skřeti, kteří mají v úmyslu ublížit lidem na povrchu světa a unést princeznu do jejich zajetí. Lootie, chůva malé princezny, která se strachuje o každý její krůček a musí ji být stále na blízku. Praprababička Irena, velmi krásná, stará, milá, starostlivá a milující žena. Všechny postavy mají určitý typový znak s jasně daným charakterem. Dále mezi vedlejší postavy také patří otec princezny Ireny, Pan král, rodiče Curdieho, hradní stráž a zbytek havířů.

## Přijetí díla
Brian Attebery ve své knize Fantasy: How It Works říká, že příběh o Princezně a skřítcích je po celou dobu vyprávěn jako freudovská alegorie. Hrad, ve kterém Irena žije je uspořádán do pater podle třídy a vznešenosti. Nahoře se nachází praprababička, která Irenu vždy ochrání, dole jsou skřítci, jakožto spodina a uprostřed samozřejmě samotná princezna Irena, která je v ohrožení od skřítků, ale zároveň pod neustálou kontrolou své vznešené praprababičky. Atteberi doslova uvádí: „Dole v hlubinách je id; nahoře je superego; mezi tím je Irena ego, vyjednávací mezi prvotními chutěmi a společenskými omezeními." George MacDonald je velkým mistrem, který ví, jak funguje mozek a především teorie o nevědomí, čímž dokáže ve svých příbězích používat velmi výrazné symboly a triky při psaní. 
Spisovatelka Amberyl Malkovich ve své knize Charles Dickens a viktoriánské dítě (Charles Dickens and the Victorian child) uvádí, že MacDonald má obrovskou schopnost kombinovat fantazii s morálními a duchovními tématy reálného světa. Příběhy jsou plné naděje, odvahy a především víry. Díky těmto prvkům, každý jeho příběh, nejenom Princezna a skřítci, dokáže oslovit čtenáře všech věkových kategorií a každý z nich si najde svůj svět a ztotožnění se s hlavními postavami. Ve srovnání s Dickensem, který používal svůj realistický styl, MacDonald umožnil právě přístup dětem k jejich dětským postavám a fiktivním světům. 

## Adaptace
Příběh Princezna a skřítci byl několikrát adaptován. Poprvé jej mohli diváci zaznamenat v roce 1991 jako animovaný film v britsko-maďarské koprodukci. Režisérem snímku byl József Gémes. Princezna a skřítci je dále také báseň od Sylvie Plathové (1932–1963). Příběh nesměl chybět ani v různých rozhlasových a divadelních hrách.